# Metamorfe bjergarter
Metamorfe bjergarter er omdannede bjergarter. Sedimentære, magmatiske og endda lavmetamorfe bjergarter, kan omkrystalliseres til nye bjergarter. Metamorfosen foregår langt fra jordoverfladen ved vekslende temperaturer og trykregimer. Temperaturen bliver dog aldrig så høj, at materialet smelter (anatexis).
- Kontaktmetamorfose foregår ved høj temperatur og et relativt lavt tryk. Opstår i nærheden af magmatiske intrusioner, hvor sidestenen 'bages'.
  - Hornfels dannes her.

- Dynamisk metamorfose foregår ved stort tryk, hvor lavtryksmineraler degenererer og den nye mineralsuite afspejler højtryksmineraler. Opstår ved forkastningszoner.
  - Eclogit med granater dannes her.

- Regional metamorfose skyldes forhøjet varme og tryk, grundet bjergkædedannelser.
  - Gnejs er en højmetamorf bjergart.

- Chok-metamorfose er reglen om undtagelsen, og er overfladenære påvirkninger fra meteornedslags bratte temperatur- og trykstigninger.

Polymorfe mineraler som indikatorer
Beslægtede mineraler med formlen Al2SiO5 angiver typen af metamorfose; andalusit er kontaktmetamorf, sillimanit er regionalmetamorf, mens kyanit er dynamisk.